# Garrha sincerella
Garrha sincerella är en fjärilsart som beskrevs av Walker 1866. Garrha sincerella ingår i släktet Garrha och familjen praktmalar, Oecophoridae. Inga underarter finns listade i Catalogue of Life.